# Kroatische Fußballnationalmannschaft (U-17-Junioren)
Die kroatische U-17-Fußballnationalmannschaft ist eine Auswahlmannschaft kroatischer Fußballspieler. Sie unterliegt der Hrvatski nogometni savez und repräsentiert sie international auf U-17-Ebene, etwa in Freundschaftsspielen gegen die Auswahlmannschaften anderer nationaler Verbände, bei U-17-Europameisterschaften und U-17-Weltmeisterschaften.
Ihr größter Erfolg bei einer Europameisterschaft war der dritte Platz 2001. 2005 erreichte sie den vierten Platz.
Bislang nahm die Mannschaft an zwei Weltmeisterschaften teil (2001 und 2013), bei denen sie jeweils in der Vorrunde ausschied.

## Teilnahme an U-17-Weltmeisterschaften
(Bis 1989 U-16-Weltmeisterschaft)
| 1993 | nicht qualifiziert |
| 1995 | nicht qualifiziert |
| 1997 | nicht qualifiziert |
| 1999 | nicht qualifiziert |
| 2001 | Vorrunde           |
| 2003 | nicht qualifiziert |
| 2005 | nicht qualifiziert |
| 2007 | nicht qualifiziert |
| 2009 | nicht qualifiziert |
| 2011 | nicht qualifiziert |
| 2013 | Vorrunde           |
| 2015 | Viertelfinale      |
| 2017 | nicht qualifiziert |
| 2019 | nicht qualifiziert |
| 2023 | nicht qualifiziert |

## Teilnahme an U-17-Europameisterschaften
(Bis 2001 U-16-Europameisterschaft)
| 1993 | nicht qualifiziert |
| 1994 | nicht qualifiziert |
| 1995 | nicht qualifiziert |
| 1996 | Viertelfinale      |
| 1997 | nicht qualifiziert |
| 1998 | Viertelfinale      |
| 1999 | Vorrunde           |
| 2000 | nicht qualifiziert |
| 2001 | 3. Platz           |
| 2002 | nicht qualifiziert |
| 2003 | nicht qualifiziert |
| 2004 | nicht qualifiziert |
| 2005 | 4. Platz           |
| 2006 | nicht qualifiziert |
| 2007 | nicht qualifiziert |
| 2008 | nicht qualifiziert |
| 2009 | nicht qualifiziert |
| 2010 | nicht qualifiziert |
| 2011 | nicht qualifiziert |
| 2012 | nicht qualifiziert |
| 2013 | Vorrunde           |
| 2014 | nicht qualifiziert |
| 2015 | Viertelfinale      |
| 2016 | nicht qualifiziert |
| 2017 | Vorrunde           |
| 2018 | nicht qualifiziert |
| 2019 | nicht qualifiziert |
| 2022 | nicht qualifiziert |
| 2023 | Vorrunde           |
| 2024 | Vorrunde           |